# Glenn Magnusson
Glenn Inge Magnusson (* 5. Juli 1969 in Oskarshamn) ist ein ehemaliger schwedischer Radrennfahrer. Er sicherte sich 1995 die nationale Meisterschaft im Straßenrennen. Einige Jahre zuvor war er bereits mehrmaliger Zeitfahrmeister gewesen. Es folgten Siege bei unterschiedlichen europäischen Rennen, wobei insbesondere die Gesamtklassementgewinne des Giro di Puglia und der Tour de Normandie zu nennen sind. Als einer von nur wenigen Schweden fuhr Magnusson während seiner Laufbahn mindestens einmal bei jeder der drei „Grand Tours“: Im Jahr 2000 nahm er an der Tour de France teil sowie 1999, 2000 und 2001 an der Vuelta a España. Seine drei Starts beim Giro d’Italia 1996, 1997 und 1998 konnte er jeweils mit einem Etappensieg krönen. Darüber hinaus vertrat Magnusson sein Land bei drei Olympischen Sommerspielen und startete jeweils im Straßenrennen. Sowohl 1992 in Barcelona als auch 1996 in Atlanta und 2000 in Sydney gelang es ihm allerdings nicht, sich auf vorderen Rängen platzieren.
Das Ende seiner Karriere war von zahlreichen Verletzungen geprägt. So erlitt er infolge eines Sturzes beim Grand Prix Pino Cerami in Belgien 2000 beispielsweise einen Schlüsselbeinbruch. Nur wenige Monate später brach er sich Ende Januar 2001 während einer Trainingsfahrt in der Toskana das Fußwurzelkahnbein. Ein Sturz auf der 16. Etappe der Vuelta a España im gleichen Jahr zwang ihn zum Rückzug vom professionellen Sportgeschehen.
Auch sein Sohn Kim wurde professioneller Radsportler.

## Erfolge
1987
- Schwedischer Juniorenmeister – Straßenrennen
- Schwedischer Juniorenmeister –  Einzelzeitfahren
- Schwedischer Juniorenmeister –  Mannschaftszeitfahren

1992
- Solleröloppet
- Schwedischer Meister –  Einzelzeitfahren
- Schwedischer Meister –  Mannschaftszeitfahren

1993
- eine Etappe Schweden-Rundfahrt
- Nordischer Amateurmeister – Straßenrennen

1995
- Schwedischer Meister – Straßenrennen

1996
- eine Etappe Tour de l’Ain
- eine Etappe Giro d’Italia

1997
- eine Etappe Schweden-Rundfahrt
- Gesamtwertung Tour de Normandie
- eine Etappe Giro d’Italia

1998
- eine Etappe Tour du Lac Léman
- zwei Etappen Giro d’Abruzzo
- eine Etappe Niedersachsen-Rundfahrt
- eine Etappe Giro d’Italia
- eine Etappe und Gesamtwertung Giro di Puglia